# Mirko Felicetti
Mirko Felicetti (* 15. Juli 1992 in Cavalese) ist ein italienischer Snowboarder.

## Werdegang
Felicetti nimmt seit 2008 vorwiegend am Europacup teil, den er in der Saison 2013/14 auf den sechsten Rang in der Parallelwertung beendete. Sein Weltcupdebüt hatte er im März 2011 in Valmalenco. Dort belegte er den 45. Rang im Parallel-Riesenslalom. Bei den folgenden Juniorenweltmeisterschaften errang er den achten Platz im Parallelslalom und den siebten Rang im Parallel-Riesenslalom. Im April 2012 wurde er italienischer Meister im Parallelslalom. Zu Beginn der Saison 2014/15 erreichte in Montafon mit dem dritten Platz im Parallelslalom seine erste Podest und Top Zehn Platzierung im Weltcup. Im Januar 2015 errang sie den zweiten Platz im Parallel-Riesenslalom beim Weltcup in Rogla und belegte bei den Snowboard-Weltmeisterschaften 2015 am Kreischberg den 48. Platz im Parallel-Riesenslalom und den achten Rang im Parallelslalom. Im März 2015 kam er beim Weltcup in Asahikawa auf den dritten Platz im Parallelslalom und auf den zweiten Rang beim Europacup in Ratschings im Parallelslalom. Im selben Monat wurde er italienischer Meister im Parallel-Riesenslalom und erreichte den siebten Rang im Parallelweltcup und den sechsten Rang im Parallelslalom-Weltcup. In der Saison 2015/16 kam er bei sieben Teilnahmen im Weltcup fünfmal unter die ersten Zehn, darunter Platz drei beim Parallelslalom in Cortina d’Ampezzo und in Bad Gastein und erreichte damit den siebten Platz im Parallelweltcup und den zweiten Rang im Parallelslalom-Weltcup. In der folgenden Saison erreichte er im Weltcup sechs Top Zehn Ergebnisse und belegte damit jeweils den neunten Platz im Parallelslalom-Weltcup und im Parallelweltcup. Beim Saisonhöhepunkt den Snowboard-Weltmeisterschaften 2017 in Sierra Nevada kam er auf den 15. Platz im Parallel-Riesenslalom und auf den 13. Platz im Parallelslalom. Im April 2017 wurde er italienischer Meister im Parallelslalom. Im folgenden Jahr fuhr er bei den Olympischen Winterspielen in Pyeongchang auf den 29. Platz im Parallel-Riesenslalom. Ende März 2019 siegte er bei den italienischen Meisterschaften in Piancavallo im Parallel-Riesenslalom.
In der Saison 2019/20 holte Felicetti in Blue Mountain seinen ersten Weltcupsieg. Zudem errang in Bannoye den zweiten Platz im Parallel-Riesenslalom und damit den zehnten Platz im Parallelslalom-Weltcup, den siebten Platz im Parallelweltcup und den fünften Platz im Parallel-Riesenslalom-Weltcup. Nach Platz vier im Parallel-Riesenslalom in Cortina d’Ampezzo zu Beginn der Saison 2020/21, wurde er im Parallel-Riesenslalom in Bannoye Dritter und errang bei den Snowboard-Weltmeisterschaften 2021 in Rogla den zehnten Platz im Parallel-Riesenslalom. Die Saison beendete er auf dem 12. Platz im Parallel-Weltcup. In der Saison 2021/22 belegte er den neunten Platz im Parallel-Weltcup und bei den Olympischen Winterspielen 2022 in Peking den 12. Platz im Parallel-Riesenslalom.

## Teilnahmen an Weltmeisterschaften und Olympischen Winterspielen

### Olympische Winterspiele
- 2018 Pyeongchang: 29. Platz Parallel-Riesenslalom
- 2022 Peking: 12. Platz Parallel-Riesenslalom

### Snowboard-Weltmeisterschaften
- 2015 Kreischberg: 8. Platz Parallelslalom, 48. Platz Parallel-Riesenslalom
- 2017 Sierra Nevada: 13. Platz Parallelslalom, 15. Platz Parallel-Riesenslalom
- 2021 Rogla: 10. Platz Parallel-Riesenslalom
- 2023 Bakuriani: 38. Platz Parallel-Riesenslalom
- 2025 Engadin: 7. Platz Parallel-Riesenslalom

## Weltcupsiege und Weltcup-Gesamtplatzierungen

### Weltcupsiege
| Nr. | Datum            | Ort           | Disziplin             |
| --- | ---------------- | ------------- | --------------------- |
| 1.  | 29. Februar 2020 | Blue Mountain | Parallel-Riesenslalom |

### Weltcup-Gesamtplatzierungen
| Saison  | Parallel | Parallel | Parallel-Riesenslalom | Parallel-Riesenslalom | Parallelslalom | Parallelslalom |
| Saison  | Punkte   | Platz    | Punkte                | Platz                 | Punkte         | Platz          |
| ------- | -------- | -------- | --------------------- | --------------------- | -------------- | -------------- |
| 2010/11 | 17       | 79.      | -                     | -                     | -              | -              |
| 2011/12 | 45       | 61.      | -                     | -                     | -              | -              |
| 2012/13 | 16       | 77.      | 16                    | 71.                   | -              | -              |
| 2013/14 | -        | -        | -                     | -                     | -              | -              |
| 2014/15 | 2655     | 7.       | 995                   | 11.                   | 1660           | 6.             |
| 2015/16 | 2572     | 7.       | 552                   | 16.                   | 2050           | 2.             |
| 2016/17 | 2490     | 9.       | 1690                  | 9.                    | 800            | 13.            |
| 2017/18 | 2616,4   | 14.      | 2118                  | 14.                   | 498,4          | 16.            |
| 2018/19 | 1740     | 22.      | 1430                  | 16.                   | 310            | 29.            |
| 2019/20 | 3550     | 7.       | 2810                  | 5.                    | 740            | 10.            |
| 2020/21 | 226      | 12.      | 147                   | 11.                   | 53             | 18.            |
| 2021/22 | 272      | 9.       | 219                   | 5.                    | 79             | 13.            |
| 2022/23 | 331      | 11.      | 253                   | 4.                    | 78             | 18.            |
| 2023/24 | 259      | 14.      | 201                   | 11.                   | 58             | 20.            |
| 2024/25 | 402      | 14.      | 385                   | 8.                    | 17             | 34.            |